# Speiserella lobulata
Speiserella lobulata är en tvåvingeart som först beskrevs av Speiser 1900.  Speiserella lobulata ingår i släktet Speiserella och familjen lusflugor. Inga underarter finns listade i Catalogue of Life.